# Irnharting
Irnharting ist eine Katastralgemeinde und Ortschaft der Marktgemeinde Gunskirchen im oberösterreichischen Bezirk Wels-Land im Hausruckviertel. Der Ort ist vor allem durch das Schloss Irnharting bekannt.

## Geographie
Irnharting liegt im Grünbachtal zwischen dem Hausruckrücken und dem Alpenvorland im oberösterreichischen Zentralraum. Irnharting befindet sich zehn Kilometer westlich der Stadt Wels und zwei Kilometer westlich von Gunskirchen auf einer Seehöhe von 352 Metern. Die Katastralgemeinde setzt sich aus dem westlichen Teil der Gemeinde zusammen und umfasst eine Fläche von 11 km². Die Ausdehnung von Nord nach Süd beträgt 4,9 km; von Ost nach West 3,9 km. Der höchste Punkt befindet sich nahe der Ortschaft Holzing auf 443 Metern Seehöhe.

### Ortsteile
Zur Katastralgemeinde Irnharting gehören die Ortschaften Au bei Sirfling, Baumgarting, Buchleiten, Dorf, Holzing, Irnharting, Kappling, Kranzl am Eck, Lehen, Lucken, Luckenberg, Pfarrhofwies, Sirfling, Spraid, Wallnstorf, Wilhaming und Wimberg sowie der südwestliche Teil des Ortes Gunskirchen.

## Geschichte
Ursprünglich im Ostteil des Herzogtums Bayern liegend, gehörte der Ort seit dem 12. Jahrhundert zum Herzogtum Österreich. Seit 1490 wird er dem Fürstentum Österreich ob der Enns zugerechnet. 
Während der Napoleonischen Kriege war der Ort mehrfach besetzt. 
Nach dem Anschluss Österreichs an das Deutsche Reich am 13. März 1938 gehörte der Ort zum Gau Oberdonau. Nach 1945 erfolgte die Wiederherstellung Oberösterreichs.

## Einwohnerentwicklung und Bevölkerung
1990 hatte der Ort noch 207 Einwohner, 2001 bereits 217.

## Wirtschaft
In und um Irnharting sind einige Klein- und Mittelbetriebe angesiedelt, die meisten davon sind land- oder forstwirtschaftliche Betriebe. 

## Sport
Im Sommer herrschen gute Bedingungen zum Radfahren dank der ausgebauten Straßen und der vielen angeschriebenen Radwege. Im Winter kann man Eisstockschießen und eislaufen, da zahlreiche Teiche vorhanden sind. Der größte ist der vordere Schlossteich mit 200 mal 300 Meter. Er eignet sich am besten zum Eisstockschießen, da die Bahnen mit Geräten präpariert werden. Insgesamt 15 Bahnen stehen zur Verfügung. In Irnharting ist auch der Eisstockschützenklub Irnharting beheimatet. Bei einer Schneetiefe von 30–50 cm kann man auch auf vielen Spazierwegen langlaufen.

## Bauwerke und Sehenswürdigkeiten

Schloss Irnharting

- Schloss Irnharting
- Schlosskirche Irnharting:

Die Schlosskirche befindet sich in einem Wald 200 Meter westlich vom Ortszentrum. Sie wurde 1763 erbaut und unter der Kirche befinden sich die Grabstätten der ehemaligen Grafen und Freiherrn Irnhartings.
- Alter Pfarrhof Wallnstorf:

Der Alte Pfarrhof war bis 1945 Pfarrhof der Gemeinde Gunskirchen. Er wurde 2007 restauriert und dient jetzt nur mehr als Bauernhof.

## Sage von Irnharting
Zwei Edelfräulein ritten einmal im Jahre 1329 aus und verirrten sich im Wald westlich von Gunskirchen. Sie baten Gott um Hilfe und versprachen den Bau einer kleinen Kirche. Bald aber wurden sie gefunden und gerettet. Zum Dank ließ ihr Vater eine Kirche erbauen und daneben ein prächtiges Schloss.